# Polyrhachis mindanaensis
Polyrhachis mindanaensis é uma espécie de formiga do gênero Polyrhachis, pertencente à subfamília Formicinae.